# Fantivliegenvanger
De fantivliegenvanger (Muscicapa epulata) is een vogelsoort uit de familie van de Muscicapidae (vliegenvangers).

## Verspreiding en leefgebied
Deze soort komt voor in westelijk en centraal Afrika van zuidoostelijk Guinee tot Liberia, Gabon en noordoostelijk Zaïre.